# Grunnelsbach
Le Grunnelsbach est un ruisseau qui coule dans le pays de Bitche en Moselle. C'est un affluent du Schwartzenbach et donc un sous-affluent du Rhin.

## Géographie
Le ruisseau prend source au sud-est de la commune de Roppeviller, dans le pays de Bitche et le département de la Moselle, à même pas six cents mètres de la frontière franco-allemande. Il se dirige vers le nord-ouest et traverse le village de Roppeviller. Il récupère les affluents du Schlangenbach et du Spirckelbach au niveau de l'annexe du moulin de Roppeviller. Il rejoint le Schwartzenbach un peu plus loin, juste après son entrée sur le ban communal de Liederschiedt,,.

## Affluents
- Schlangenbach[1],[2],[3]
- Spirckelbach[4]